# FK Žednik
FK Žednik je nogometni klub iz bačkog sela Žednika, AP Vojvodina, Srbija.

## Povijest
Nogometni klub je osnovan 15. travnja 1958. godine. Osnivači su bili nogometni radnici Pajo Perčić, Antika Mesaroša, Mitar Petković, Franjo Marki, Franjo Karo i Marko Sedlak. 
Klub se od osnutka natječe u općinskoj i područnoj ligi Subotice. Najveći je klupski uspjeh osvajanje općinske lige Subotice 1970/71. i 1982/83. godine.
Žednik je dao poznate igrače Stevana Ivandekića koji je kasnije igrao u Spartaku i Stevana Safranja (Bačka).
Gradski nogometni savez Subotice dodijelio je 11. ožujka 2014. Žedniku plaketu za 55. jubilej.